# Neyveli
Neyveli är en stad i den indiska delstaten Tamil Nadu, och tillhör distriktet Cuddalore. Folkmängden uppgick till 105 731 invånare vid folkräkningen 2011, med förorter 179 150 invånare.